# Antoine Kombouaré
Antoine Kombouaré (Nouméa, 16 november 1963) is een Frans voetbaltrainer en voormalig voetballer van Nieuw-Caledonische komaf. Hij was zelf actief van 1982 tot en met 1999, waarna hij in 2003 voor het eerst hoofdcoach van een profclub werd.

## Spelerscarrière
Kombouaré startte zijn carrière bij FC Nantes in 1982. Hij speelde er in 8 jaar 177 wedstrijden en scoorde 4 keer. In 1990 verhuisde hij naar Paris Saint-Germain. Bij PSG werd hij geliefd vanwege zijn doorslaggevende kopbal in de kwartfinale van de UEFA Cup 1992/93 tegen Real Madrid die hen een ronde verder bracht. Hij had al een belangrijke goal gemaakt in soortgelijke omstandigheden tegen Anderlecht in de vorige ronde. Dit leverde hem de bijnaam Casque d'Or (gouden helm) op. In het seizoen 1994/95 van de Champions League was hij de aanvoerder van het PSG dat Johan Cruijff's FC Barcelona verrassend versloeg met 2–1 in de kwartfinale. In de halve finale bleek AC Milan te sterk. Verder won hij met PSG de Coupe de France in 1993 en 1995, de Coupe de la Ligue in 1995 en het landskampioenschap in seizoen 1993/94. 
In 1995 tekende Kombouaré bij het Zwitserse FC Sion. Een jaar later vertrok Kombouaré alweer naar Aberdeen FC voor £300.000. Hij eindigde zijn carrière in 1998.

## Trainerscarrière
Kombouaré begon met het trainen van de reserves van Paris Saint-Germain in 1999. Vier jaar later vertrok hij bij de reserves van PSG omdat hij in eerste instantie hoofdtrainer zou worden bij PSG, maar dat werd Vahid Halilhodžić. Hij werd daarna hoofdtrainer van het eerste team van RC Strasbourg in de Ligue 1. Hij eindigde het seizoen 2003/04 als dertiende. Een slechte start aan het begin van seizoen 2004/05 was reden voor Kombouaré om op te stappen. In juli 2005 werd Kombouaré aangesteld als hoofdcoach van Ligue 2-club Valenciennes FC. In zijn eerste seizoen leidde hij Valenciennes direct naar promotie naar de Ligue 1. In de drie jaar die daarop volgden nestelde Kombouaré zich met Valenciennes in de middenmoot van de Ligue 1 (veertiende in 2006/07, dertiende in 2007/08 en twaalfde in 2008/09). 
In mei 2009 vertrok Kombouaré naar zijn oude club, Paris Saint-Germain. Hij tekende er voor drie jaar en verving Paul Le Guen. In zijn eerste seizoen eindigde hij met PSG in de middenmoot, maar won hij wel de Coupe de France door AS Monaco in de finale te verslaan. In seizoen 2010/11 eindigde hij als vierde en miste daardoor net kwalificatie voor de Champions League en stond hij weer met PSG in de Coupe de France-finale, maar deze keer werd verloren van regerend kampioen Lille OSC. Op 29 december 2011 werd Kombouaré ontslagen bij PSG nadat hij uit de Coupe de la Ligue en uit de Europa League was gevlogen. Hij werd vervangen door de Italiaan Carlo Ancelotti. 
Op 27 juni 2012 werd Kombouaré aangesteld bij de Saoedi-Arabische club Al-Hilal met een contract voor één jaar. Hij werd ontslagen op 31 januari 2013. Op 18 juni dat jaar werd hij hoofdcoach bij RC Lens in de Ligue 2. Met die club werd hij tweede achter FC Metz en promoveerde dus naar de Ligue 1. Lens begon gematigd goed aan seizoen 2014/15, maar kende na de winterstop een terugval. De Franse voetbalbond verklaarde echter gedurende het seizoen de promotie ongeldig en bevestigde dat Lens, ongeacht de eindklassering, zou degraderen aan het eind van het seizoen. Lens eindigde het seizoen echter alsnog als laatste.
In mei 2016 volgde hij Jocelyn Gourvennec op bij EA Guingamp. Gourvennec vertrok naar Bordeaux. Op 6 november 2018 werd hij ontslagen vanwege tegenvallende resultaten.
In januari 2019 verving hij Olivier Dall'Oglio als hoofdtrainer van Dijon FCO, dit avontuur eindigde echter na een klein halfjaar. In juni 2019 werd Kombouaré vervangen door Stéphane Jobard. Vervolgens werd Kombouaré op 14 oktober 2019 aangesteld als hoofdtrainer van Toulouse FC, waar hij de ontslagen Alain Casanova opvolgde. Na een reeks van 10 verloren wedstrijden trof hem hetzelfde lot en werd hij in januari 2020 vervangen door Denis Zanko.
Na ruim een jaar clubloos te zijn geweest keerde Kombouaré in februari 2021 terug in de voetballerij. Dit keer ging hij aan de slag als hoofdtrainer bij Nantes, de club waar hij als speler in 1982 zijn profdebuut maakte. Hij verving de ontslagen Raymond Domenech.

## Erelijst

### Als speler
Paris Saint-Germain
- Ligue 1

1993/94
- Coupe de France

1993, 1995
- Coupe de la Ligue

1995
 Sion
- Schweizer Cup

1996

### Als trainer
Valenciennes
- Ligue 2

2005/06
 Paris Saint-Germain
- Coupe de France

2010